# 涅斯托尔·拉科巴
涅斯托尔·阿波罗诺维奇·拉科巴（俄语：Нестор Аполлонович Лакоба；1893年5月1日—1936年12月28日），阿布哈兹共产党的领袖，是阿布哈兹苏维埃社会主义自治共和国人民委员会第一任主席。与苏联领导人斯大林关系极为友好。1936年他在访问第比利斯时离奇死亡，官方解释为死于突发心脏病，但是赫鲁晓夫怀疑他是被贝利亚毒杀的，而且他的尸体也显示出了中毒迹象。